# Jurij Szkriuba
Jurij Dmytrowycz Szkriuba (ukr. Юрій Дмитрович Шкрюба; ur. 21 czerwca 1988) – ukraiński zapaśnik startujący w stylu klasycznym. Zajął piąte miejsce na mistrzostwach świata w 2019 i na mistrzostwach Europy w 2017. Szósty w Pucharze Świata w 2017 roku.